# 아베 마사히로 (1819년)

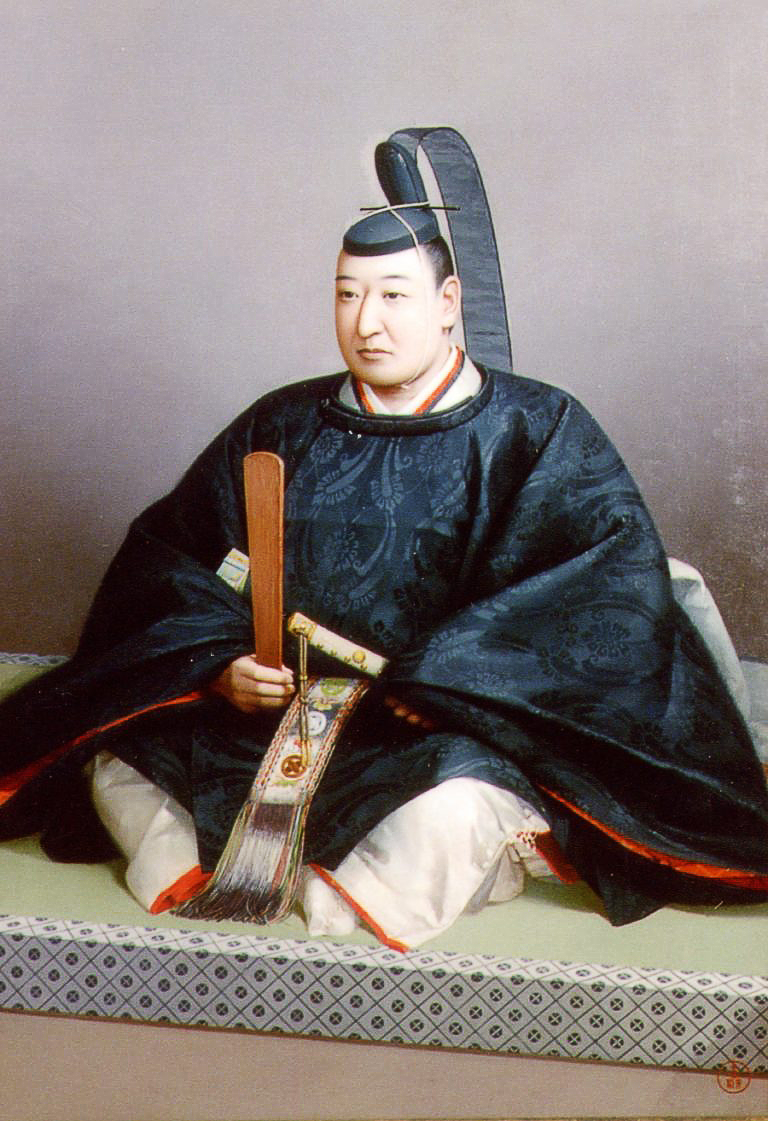
아베 마사히로

아베 마사히로(일본어: 阿部正弘, 분세이 2년 음력 10월 16일(1819년 12월 3일) ~ 안세이 4년 음력 6월 17일(1857년 8월 6일))는 에도 시대 말기의 에도 막부 로주 수좌(상석)이자 빈고 후쿠야마 번 제7대 번주을 맡았던 인물이다. 아베 종가 제11대 당주.

## 생애

### 유소년기 및 번주 취임
분세이 2년(1819년) 10월 16일, 에도 니시노마루 저택에서 빈고 후쿠야마 번 제5대 번주인 아베 마사키요의 6남으로 태어났다.
분세이 9년(1826년)에 아버지가 사망하여 형 마사야스가 뒤를 이어 제6대 번주가 되면서 마사히로는 혼고 저택(분쿄구 소재)으로 가게 된다. 1836년 12월 25일, 건강이 악화되어 은거한 형의 양자가 되어 제7대 번주로 취임하게 되었다.
1837년 후쿠야마로 귀향을 하게 된다. (마사히로가 영지로 돌아갔던 것은 이때가 유일하다.)

### 노중 취임
1843년 9월 11일, 25세에 로주가 되어 다쓰노쿠치(지요다구 오테마치)의 저택으로 옮기게 되었다. 미즈노 다다쿠니의 뒤를 이어 로주 상석이 되어 제12대 쇼군인 도쿠가와 이에요시, 제13대 쇼군 도쿠가와 이에사다 시대의 막부 정치를 통괄하였다. 가에이 5년 (1852년)에는 에도 성 니시노마루 축조를 지휘한 공에 의해 녹봉 1만 석을 추가받았다. 로주 재임 중 거듭되는 외국선의 내항, 중국의 아편 전쟁 등 심화되는 대외적 위협에 시달리게 된다.
1845년부터 해안 방어 용무괘(해안 방비괘)를 설치하여 외교·국방 문제에 대응하도록 했다. 또, 사쓰마번주 시마즈 나리아키라나 미토번의 도쿠가와 나리아키를 비롯한 다이묘들에게서 다양한 의견을 수렴하여 쓰쓰이 마사노리, 도다 우지요시, 마쓰다이라 지카나오, 아와지 도시아키라, 이노우에 기요나오, 미즈노 다다노리, 에가와 히데타쓰, 존 만지로, 이와세 다카노부 등을 등용하는 대담한 인사정책을 폈다. 또한, 인재육성을 목적으로 가에이 6년(1853년)에는 빈고 후쿠야마 번의 번교 “히로미치관”의 이름을 “세이시관”으로 바꾸고, 다양한 신분의 학생을 받아 교육시켰다. 가에이 5년(1852년)부터 추가로 받은 1만 석의 녹봉도 대부분 세이시관에 쏟았다고 한다. 하지만 번의 정치를 거의 돌보지 않아 번의 재정은 궁핍하였다.
사가미국 우라가(현 가나가와현)에 미국의 동인도 함대가 내항했던 가에이 5년에는 쇄국을 이유로 통상을 거절했지만, 가에이 6년에 다시 페리 제독이 동인도 함대를 이끌고 우라가에 내항했다. 같은 해 7월에는 나가사키에 러시아 프챠틴함대 역시 내항하여 통상을 요구했다. 이 국난을 극복하기 위해 마사히로는 조정을 시작해 도자마 다이묘를 포함한 여러 다이묘와 관료들의 의견을 모았지만 별다른 대책을 발견하지 못하였다. 이에 마쓰다이라 슌가쿠, 시마즈 나리아키라 등의 의견에 따라 도쿠가와 나리아키에게 해안 방비를 맡기게 되었다. 이러한 다이묘들의 막부 정치 참여는 결과적으로 막부의 권위를 약화시키는 원인이 되었다. 마사히로 자신 역시 이국선 추방령의 부활을 생각하고 있었지만 해안 방비괘의 반대로 단념하게 된다. 이것은 사실 마사히로의 진심이 아닌 도쿠가와 나리아키를 비롯한 양이파를 의식한 결과였다는 견해도 있다.

### 안정의 개혁·그 후
가에이 7년(1854년) 3월 3일에 미일화친조약을 체결하여 약 200년간 계속되었던 쇄국정책은 마지막을 고한다. 그러나 조약에 반대한 도쿠가와 나리아키는 조약 체결 후 해안 방비직을 사임하게 된다.
안세이 2년(1855년) 도쿠가와 나리아키의 압력으로 개국파인 로주 마쓰다이라 노리야스, 마쓰다이라 다다마스 2명이 파면된 것이 개국파의 분노를 사게 되자 (아베의 인사정책에 대한 신판 다이묘들의 반발이 원인이라는 견해도 있다.) 개국파인 홋타 마사요시에게 로주 상석을 물려주어 개국파와 양이파의 융화를 도모하였다.
이러던 중 마사히로는 에가와 히데타쓰, 가쓰 가이슈, 오쿠보 이치오, 나가이 나오유키, 다카시마 슈한 등을 등용하고 해강무소나 양학소, 나가사키 해군전습소를 창설하는 등의 해안 방비를 강화하게 된다. 또, 서양 포술의 추진, 대형 함선 건조의 규제 완화 등 막부에 의한 정치 개혁(안정의 개혁)에도 힘을 쏟았다.
또한 제13대 쇼군 도쿠가와 이에사다의 후계자로 히토쓰바시 요시노부(훗날의 도쿠가와 요시노부)를 지지하였다.
안세이 4년(1857년) 6월 17일 로주 재임 중 향년 39세로 급사하였다. 이에 조카이자 양자인 아베 마사노리가 뒤를 이었다.
| 전임 아베 마사야스 | 제7대 빈고 후쿠야마 번 번주 (후다이 아베 가문) 1836년 ~ 1857년 | 후임 아베 마사노리 |